# アンザック級駆逐艦
アンザック級嚮導駆逐艦（英語: Anzac-class flotilla leader）は、イギリス海軍の嚮導駆逐艦の艦級。後期マークスマン級と称されることもあり、また「パーカー」をネームシップとすることもある。

## 来歴
イギリス海軍では、水雷戦隊の指揮艦として偵察巡洋艦を配してきたが、駆逐艦の高速化に追随できなくなってきたことから、1913年より、駆逐艦を元に大型化した嚮導駆逐艦として、マークスマン級駆逐艦の建造に着手した。同級は1913-4年度計画で2隻、1914-5年度計画で5隻が建造された。
続く1915-6年度計画では、同級を元にした改良型の建造に移行した。これによって建造されたのが本級である。

## 設計
船体の基本的な寸法はマークスマン級と同様であるが、同級で問題になった横揺れ周期の短さを是正するとともに、乾舷の増大によって凌波性の向上を図った。また缶室を2室構成にすることで、艦橋構造物は13フィート (4.0 m)後方に移された。缶室の変更に伴い1・2番煙突が結合され、また艦橋と煙突が近づいたことから、排煙の逆流防止のため、煙突は増高された。
上記の艦上配置の変更に伴い、艦首甲板の4インチ砲は1門から2門に増やされ、背負い式に配置された。搭載砲は従来と同様の40口径10.2cm砲（QF 4インチ砲Mk.IV）であり、砲盾の後方が開放されていることから、1番砲の砲員を2番砲の爆風から守るため、2番砲を架しているプラットフォームの前縁に沿ってブラストスクリーンが設置された。また対空兵器としては、1915年に装備化された39口径40mm高角機銃（QF 2ポンド・ポンポン砲）を当初から搭載した。
水雷兵装は従来の駆逐艦の装備を踏襲しており、53.3cm連装魚雷発射管2基を搭載した。

## 同型艦
本級のうち「アンザック」は1919年にオーストラリア海軍に供与され、艦名はそのまま（艦船接頭辞はHMSからHMASに変更）に、1931年まで運用された。
- グレンヴィル（HMS Grenville）
- パーカー（HMS Parker）
- ホスト（HMS Hoste）
- ソーマレズ（HMS Saumarez）
- セイモアー（HMS Seymour）
- アンザック（HMS Anzac） - 1919年にオーストラリア海軍へ供与。艦名はアンザック（HMAS Anzac）[3]。